# Понт-Одеме
Понт-Одеме (фр. Pont-Audemer) — город на севере Франции, регион Нормандия, департамент Эр, округ Берне, центр одноименного кантона. Расположен в 56 км к западу от Руана и в 43 км к юго-востоку от Гавра, в 4 км от автомагистрали А13 "Нормандия", на берегу реки Риль.
Население (2018) — 10 120 человек.

## История
Город впервые упоминается в 717 году в хрониках аббатов Фонтенель под именем "duos Pontes", что означает "два моста", и указывает на два населенных пункта — Понт-Одеме и Понт-л'Эвек. По одной из версий, он назван в честь Одемера, сына графа Пуатье Рамнульфа, героя осады Парижа викингами в 885-886 годах. После передачи Нормандии викингам по Сен-Клер-сюр-Эптскому договору Понт-Одеме, находившийся в самом центре этой территории, также достался викингам.
На протяжении последующих веков Понт-Одеме был важным стратегическим пунктом региона. В XII веке на берегу реки Риль был построен не сохранившийся до наших дней замок. В 1204 год город был завоеван королем Филиппом II Августом и стал частью Франции. Во время Столетней Войны город был завоеван англичанами и отбит французами только в 1449 году, незадолго до окончания войны.
Понт-Одеме пострадал во время религиозных войн XVI века, но сумел восстановиться. В период индустриализации здесь стали возникать кожевенные, бумажные и литейные производства. В конце XX - начале XXI века часть промышленных производств закрылось, что создало проблемы с занятостью населения. Сейчас город активно развивает туризм, привлекая своими живописными окрестностями.
1 января 2018  в состав коммуны Понт-Одеме вошла соседняя коммуна Сен-Жермен-Вилаж.

## Достопримечательности
- Церковь Сент-Уан XII-XVI веков, сочетание романского стиля, готики и Ренессанса
- Музей писателя и политического деятеля Альфреда Канеля, уроженца Понт-Одеме
- Старинные городские дома

## Экономика
Структура занятости населения:
- сельское хозяйство — 0,6 %
- промышленность — 18,6 %
- строительство — 5,2 %
- торговля, транспорт и сфера услуг — 40,4 %
- государственные и муниципальные службы — 35,2 %

Уровень безработицы (2017) — 22,0 % (Франция в целом — 13,4 %, департамент Эр — 13,4 %). 

Среднегодовой доход на 1 человека, евро (2018) — 18 040 (Франция в целом — 21 730, департамент Эр — 21 700).

## Демография
Динамика численности населения, чел.

## Администрация
Пост мэра Понт-Одеме с 2008 года занимает социалист Мишель Леру (Michel Leroux). На муниципальных выборах 2020 года возглавляемый им независимый блок победил в 1-м туре, получив 59,94 % голосов.
| Период | Период | Фамилия         | Партия                             | Примечания                                           |
| ------ | ------ | --------------- | ---------------------------------- | ---------------------------------------------------- |
| 1983   | 1985   | Жан-Пьер Моттен | Союз за французскую демократию     | фармацевт                                            |
| 1985   | 1989   | Жерар Лепенан   | Объединение в поддержку Республики | пекарь-кондитер                                      |
| 1989   | 1995   | Жан-Пьер Моттен | Союз за французскую демократию     | фармацевт                                            |
| 1995   | 2001   | Жан-Луи Детан   | Социалистическая партия            | дипломат, президент Генерального совета департамента |
| 2001   | 2008   | Гастон Лекюрёр  | Социалистическая партия            |                                                      |
| 2008   |        | Мишель Леру     | Социалистическая партия            | государственный служащий                             |

## Знаменитые уроженцы
- Гийом Тирель (ок.1310 - 1395) — повар королевского двора Франции, автор Le Viandier, одного из первых сборников кулинарных рецептов
- Гийом Котле (1531-1606) — композитор и органист, автор многоголосных песен
- Юбер Друэ (1699-1767) — художник-портретист и миниатюрист
- Альфред Канель (1803-1879) — археолог, писатель и политический деятель
- Эрве Морен (1961) — французский политик
- Летиция Каста (1978) — супермодель и актриса

## Галерея
- Церковь Сент-Уан
- Фахверковый дом XVII века
- Риль в Понт-Одеме